# 格塘镇
格塘镇位于湖南省长沙市望城区北部偏西，大众垸四乡镇之一，处大众垸西部。地缘上，格塘镇北与乔口镇接壤，东与靖港镇为邻，南连新康乡，西与宁乡县双江口镇、朱良桥乡交界。辖域总面积46平方公里，总人口29,500人（2007年）；全乡辖9个行政村、259个村民小组；政府驻格塘村。

## 历史
今格塘镇在1995年长沙地区撤区并乡镇以前属靖港区管辖，撤区并乡后直属望城县政府。2004年村级区划调整，调整之前为17村，分别为荷塘、得胜、浴池、格塘、五爱、三合、三益、三桥、大兴、大众、高桥、茯林、凌冲、华林、青山、柏叶与和平共计17个村。
2015年11月19日，靖港镇和格塘镇成建制合并设立靖港镇。

## 行政区划
格塘镇现辖：
众兴社区、柏叶村、凌冲村、高桥村、三桥村、杨家山村、合池村和格塘村。